# Weymouth and Portland
Weymouth and Portland war bis 2019 ein Verwaltungsbezirk mit dem Status eines Borough in der Grafschaft Dorset in England. Er bestand aus der Stadt Weymouth, den Dörfern Preston, Melcombe Regis, Upwey, Broadwey, Fortuneswell und Easton sowie der Halbinsel Isle of Portland. Verwaltungssitz war Weymouth.
Der Bezirk wurde am 1. April 1974 gebildet und entstand aus der Fusion der Boroughs Weymouth und Melcombe Regis sowie des Urban Districts Portland. Zum 1. April 2019 ging der District in der neuen Unitary Authority Dorset auf.
Koordinaten: 50° 34′ N, 2° 27′ W